# 恋愛ハーレムゲーム終了のお知らせがくる頃に
『恋愛ハーレムゲーム終了のお知らせがくる頃に』（れんあいハーレムゲームしゅうりょうのおしらせがくるころに、英題：Harem Royale ~When the Game Ends~）は、原作：竜騎士07、漫画：緋賀ゆかりによる日本の漫画作品。『月刊少年シリウス』（講談社）にて、2017年1月号から2019年3月号まで連載された。
公式略称は「恋ハゲ」。
原作は竜騎士07によって完全に書き下ろされている。

## あらすじ
ハーレムを妄想し現実逃避をする高校生・小日向翌檜は、特に起伏のない平凡な日々を送っていた。ある日、不思議な意匠が施された瓶を拾った翌檜は、そこに封印されていた悪魔・ゼパフルと出会う。ゼパフルは翌檜に恩返しをするために、翌檜の妄想を実現させるべく、ラブラブハーレムゲームの開催を宣言する。しかしその正体は、ゲームから脱落した恋愛対象者の命を奪い、地獄へと引きずり落とすデスゲームであった。翌檜の与り知らないところで、恋愛対象者に選ばれた少女たちは生き残りをかけて戦う。

## 登場人物
小日向翌檜（こひなた あすなろ）
高校二年生。好きなものはライトノベルや美少女ゲーム。一人称は僕。
ゼパフルによって、ラブラブハーレムゲームの主人公に設定された。なお、翌檜本人は、ラブラブハーレムゲームの正体がデスゲームであることを知らない。
平凡な日常生活や特別な優劣のない自分自身に劣等感を抱いており、それを妄想で和らげている。本人も自負するほど妄想が得意で、その能力を情熱ハートの自己欺瞞と呼んでいる。マイハーレムメモリーと名付けたノートに、憧れの女子を実名登場させたハーレム小説を書き込んでいた。

ゼパフル
男女の恋愛を司る悪魔。一人称は妾で、「～じゃ」「～しておる」などのように老人語を用いる。ラブラブハーレムゲームのゲームマスター。
封印の壺に閉じ込められていたが、翌檜がそれを解いたことで復活した。そのため、翌檜に恩義を感じており、彼の願いを叶えるためにラブラブハーレムゲームを開催する。
自らの姿を変身させることができる。兎のようなマスコットの姿、少女の姿、艶やかな女性の姿の三種類が存在する。翌檜の自宅では、少女の姿で登場することが多い。

古和田セリカ（ふるわだ セリカ）
高校二年生。翌檜のクラスメイト。ラブラブハーレムゲームの恋愛対象者の一人。一人称は私。写真並みの記憶力を持つ。
無口かつ無表情で、人を寄せ付けない雰囲気を持つ。そのため友人がいないので、翌檜から親近感を寄せられている。
頭が良く成績優秀であるため、「クラス一の才女」と翌檜から評価されている。持ち合わせの思考力・判断力でゲームルールの抜け穴を探り、全員で生き残ることを目標としている。それゆえ、アスナロ親衛隊ではリーダーポジションにいる。

帯刀沙綾（たてわき さあや）
高校二年生。翌檜のクラスメイト。ラブラブハーレムゲームの恋愛対象者の一人。

夢塚梨流（ゆめづか りる）
高校一年生。ラブラブハーレムゲームの恋愛対象者の一人。一人称はボク。「～にょろり」や「～にょろ」などを語尾に用いる。母子家庭で、4兄弟の長女。
兄弟たちに自作の絵本を読み聞かせていくうちに、絵を描いたり物語を作ったりすることが好きになっていった。将来の夢は漫画家として有名になり、家族を経済的に助けること。

ヘザー・東雲（ヘザー・しののめ）
高校二年生。翌檜のクラスメイト。ラブラブハーレムゲームの恋愛対象者の一人。

翠玉院レン（すいぎょくいん レン）
高校三年生。生徒会会長。ラブラブハーレムゲームの恋愛対象者の一人。

木花和歌子（このはな わかこ）
高校二年生。生徒会副会長。鬼の風紀委員という二つ名を持つ。
強い正義感を持ち、一切のルール違反もマナー違反も許さない。違反した者はどんな者でも容赦なく罰するため、教師たちからも畏れられている。また、護身術を身に付けている。

## 用語
ラブラブハーレムゲーム
ゼパフルが開催したデスゲームの名称。

恋愛対象者
ゼパフルによって選ばれた、ラブラブハーレムゲームのプレイヤー。

ハート
プレイヤーに与えられるポイント。ゲーム開始時点で、各参加者に2個ずつ配られる。

ラブラブハーレムゲーム十三のやくそく
ゼパフルが用意したデスゲームのルール。第1条から第13条まで存在する。「きほんのきほん！」「ゲームのきほん！」「ハートのきほん！」「ステージのきほん！」「ダメ！ のきほん！」の五つに分類されている。

## 書誌情報
- 竜騎士07（原作）・緋賀ゆかり（漫画）『恋愛ハーレムゲーム終了のお知らせがくる頃に』講談社〈シリウスKC〉、全4巻
  1. 2017年4月7日発売[9][書誌 1]、ISBN 978-4-06-390690-5
  2. 2017年10月6日発売[書誌 2]、ISBN 978-4-06-390731-5
  3. 2018年12月6日発売[書誌 3]、ISBN 978-4-06-513811-3
  4. 2019年3月8日発売[書誌 4]、ISBN 978-4-06-514758-0

#### 書誌情報出典
1. ↑  “恋愛ハーレムゲーム終了のお知らせがくる頃に（1）”.   講談社コミックプラス. 2023年12月31日閲覧。
2. ↑  “恋愛ハーレムゲーム終了のお知らせがくる頃に（2）”.   講談社コミックプラス. 2023年12月31日閲覧。
3. ↑  “恋愛ハーレムゲーム終了のお知らせがくる頃に（3）”.   講談社コミックプラス. 2023年12月31日閲覧。
4. ↑  “恋愛ハーレムゲーム終了のお知らせがくる頃に（4）”.   講談社コミックプラス. 2023年12月31日閲覧。